# 1934-es Tour de Hongrie
Az 1934-es Tour de Hongrie a sorozat történetének 9. versenye volt, melyet június 26. és július 1. között bonyolítottak le. A versenyt -amin 29 versenyző indult el- egyéni és csapat teljesítmény alapján értékelték. A versenyt a magyar Szenes Károly nyerte meg, aki egy szakaszt megnyert és még további három szakaszon tudott a győztessel azonos idővel célba érkezni.

## Szakaszok
| Szakasz | Végpontok | Végpontok | Hossz  |                 | Jelleg            | Időpont               | Szakaszgyőztes   |
| Szakasz | Rajt      | Cél       | Hossz  |                 | Jelleg            | Időpont               | Szakaszgyőztes   |
| ------- | --------- | --------- | ------ | --------------- | ----------------- | --------------------- | ---------------- |
| 1.      | Budapest  | Miskolc   | 191 km | közepes szakasz | sík/hegyi szakasz | június 27., szerda    | Sehnalek         |
| 2.      | Miskolc   | Debrecen  | 137 km | sík szakasz     | sík szakasz       | június 28., csütörtök | Szenes Károly    |
| 3.      | Debrecen  | Budapest  | 219 km | sík szakasz     | sík szakasz       | június 29., péntek    | Sehnalek         |
| 4.      | Budapest  | Tapolca   | 192 km | közepes szakasz | sík/hegyi szakasz | június 30., szombat   | Németh Károly    |
| 5.      | Tapolca   | Budapest  | 215 km | sík szakasz     | sík szakasz       | július 1., vasárnap   | Gyurkovics János |

### Útvonal
1. szakasz: Budapest  – Hatvan – Gyöngyös – Mátrafüred – Parád – Eger – Felsőtárkány –  Lillafüred – Miskolc
2. szakasz: Miskolc  – Szerencs – Tokaj – Nyíregyháza – Debrecen
3. szakasz: Debrecen – Püspökladány –  Szolnok – Cegléd – Üllő – Budapest, Üllői út, Ferenc József laktanya
4. szakasz: Budapest   – Tát – Komárom – Győr – Pápa – Bakonypölöske – Devecser – Sümeg – Tapolca
5. szakasz: Tapolca – Keszthely – Fonyód – Siófok – Székesfehérvár – Budapest, Műszaki Egyetem

## A verseny
Az első szakaszon a Mátráig együtt jutott el a mezőny. Innentől többen leszakadtak és Mátraházán 16 fős volt az élboly. Egerbe Szenes, Ritz, Kühn, Sehnalek és Zumpe érkeztek elsőnek majd néhány percen belül még 9 versenyző. A többiek 22 perc hátránnyal érkeztek. A Bükkben az élmezőny 8 fősre bővűlt és így érkeztek Miskolcra. A finisben az osztrákok egymást segítették, míg a magyarok akadályozták egymást, így az osztrák Sehnalek nyerte a szakaszt.
A második napon a 15 fős élboly érkezett a debreceni célba. A sprintben Szenes győzött.
A következő szakaszon Püspökladánynál Balla indított sikeres szökést. Előnye Szolnoknál már tiz perc volt, de végül Üllőnél befogták. A célban ismét sprintben dőlt el a szakaszgyőzelem, melyet újra Sehnalek szerzett meg.
A negyedik szakaszon Pápáig együtt haladt a mezőny, majd a szakadó eső és a Bakony emelkedői leszakítottak néhány versenyzőt. Sümegnél a víz sodort köveket az útra és kisebb tavak is keletkeztek. Itt a versenyzőknek tolniuk kellett a kerékpárjaikat. A kavarodásban szétszakadt a mezőny és 6 fősre olvadt az élboly. Tapolcán a véghajrát leghamarabb indító Németh haladt át a célon elsőnek.
Az utolsó etapon a kimerítő 4. szakasz után lassan kezdtek a versenyzők. Az első sikeres szökés Fonyódnál történt és az egyéni versenyben 75 perces hátránnyal rendelkező Gyurkovics érdeme volt. Előnye Siófokon 18, Székesfehérváron 22, Martonvásárnál  40 perc volt. A mezőny csak Budapest közelében erősített. A Műegyetem előtti Dunaparton felállított célba Gyurkovics ért elsőnek, a mezőny több mint 30 percces hátránnyal követte őt.

## Az összetett verseny végeredménye
|     | Versenyző        | Csapat         | Idő          |
| --- | ---------------- | -------------- | ------------ |
| 1.  | Szenes Károly    | egyéni induló  | 33h 15' 41"  |
| 2.  | Liszkai István   | Magyarország A | + 1' 25"     |
| 3.  | Mádi Béla        | Magyarország B | + 2' 04"     |
| 4.  | Sehnalek         | Ausztria       | + 3' 01"     |
| 5.  | Adorján István   | Magyarország A | + 6' 08"     |
| 6.  | Richard Zumpe    | Ausztria       | + 8' 47"     |
| 7.  | Varga László     | egyéni induló  | + 10' 44"    |
| 8.  | Erős Lajos       | Magyarország B | + 11' 05"    |
| 9.  | Droba Aladár     | egyéni induló  | + 12' 41"    |
| 10. | Ritz István      | Magyarország A | + 16' 55"    |
| 11. | Kühn             | Ausztria       | + 19' 52"    |
| 12. | Gere Gyula       | egyéni induló  | + 20' 33"    |
| 13. | Gyurkovics János | egyéni induló  | + 27' 21"    |
| 14. | Jalics Béla      | egyéni induló  | + 29' 06"    |
| 15. | Altmann          | Ausztria       | + 35' 20"    |
| 16. | Németh Károly    | Magyarország B | + 45' 16"    |
| 17. | Nemes István     | egyéni induló  | + 59' 30"    |
| 18. | Mikó Zoltán      | egyéni induló  | + 1h 00' 24" |
| 19  | Balla Béla       | egyéni induló  | + 30' 54"    |

## Csapatverseny
A csapatverseny győztese elnyerte a Gillemot-vándordíjat.
|    | Csapat         | Idő          |
| -- | -------------- | ------------ |
| 1. | Magyarország A | 100h 11' 31" |
| 2. | Ausztria       | + 7' 32"     |
| 3. | Magyarország B | + 33' 57"    |